# Shōwa Hikōki Kōgyō

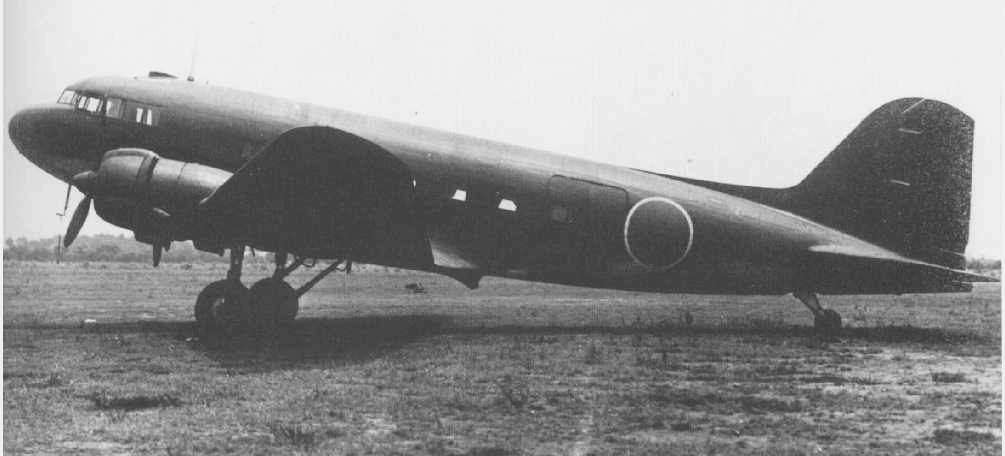

Shōwa Hikōki Kōgyō K. K. (jap. 昭和飛行機工業株式会社, Shōwa Hikōki Kōgyō Kabushiki gaisha, dt. Shōwa Flugzeugwerk AG, engl. SAIC – Showa Aircraft Industry Co., Ltd.)  ist eine japanische Aktiengesellschaft mit Hauptsitz in Akishima-shi, Präfektur Tokio, der heutigen Tokioter Metropolregion. Das Unternehmen wurde 1937, im 12. Jahr und 6. Monat des Shōwa-Tennō, als Rüstungshersteller für Flugzeuge ebenfalls in Akishima gegründet. Während des Zweiten Weltkriegs produzierte es die größte Anzahl der in Japan gefertigten L2D, einem Lizenzbau der US-amerikanischen Douglas DC-3 und weitere Militärmaschinen.